# August Schmidt
Pour les articles homonymes, voir Schmidt.
August Schmidt (3 novembre 1892 à Fürth — 17 janvier 1972 à Munich) est un Generalleutnant allemand au sein de la Heer dans la Wehrmacht pendant la Seconde Guerre mondiale.
Il a été récipiendaire de la croix de chevalier de la croix de fer avec feuilles de chêne. La croix de chevalier de la croix de fer et son grade supérieur: les feuilles de chêne sont attribués en reconnaissance d'un acte d'une extrême bravoure ou d'un succès de commandement important du point de vue militaire.

## Biographie
August Schmidt s'engage le 31 juillet 1911 dans l'armée bavaroise en tant que porte-drapeau. Il rejoint alors le 21e régiment d'infanterie royal bavarois (de).
August Schmidt est capturé par les troupes soviétiques en avril 1945 et reste en captivité jusqu'en 1945.

## Décorations
- Croix de fer (1914)
  - 2e classe (14 septembre 1914)
  - 1re classe (14 octobre 1916)
- Croix du Mérite militaire de Mecklembourg-Schwerin
  - 2e classe
  - 1re classe
- Ordre du Mérite militaire de Bavière 4e Classe avec glaives et couronne
- Insigne des blessés (1914)
  - en Noir
- Croix d'honneur (1er juillet 1934)
- Agrafe de la croix de fer (1939)
  - 2e classe (17 septembre 1939)
  - 1re classe (1er octobre 1939)
- Médaille du Front de l'Est (22 août 1942)
- Croix de chevalier de la croix de fer avec feuilles de chêne
  - Croix de chevalier le 27 octobre 1939 en tant que Oberst et commandant du Infanterie-Regiment 20[1]
  - 371e feuilles de chêne le 23 janvier 1944 en tant que Generalleutnant et commandant de la 10. Panzergrenadier Division[2]
- Mentionné dans le bulletin radiophonique Wehrmachtbericht (18 janvier 1944)